# Суперлига Формула
Суперлига Формула (англ. Superleague Formula) — бывший автогоночный чемпионат, основанный в 2008 году, в котором принимали участие команды, представляющие самые известные футбольные клубы мира (в 2008 году в серии приняли участие 18 клубов: «Ливерпуль», «Милан», «Фламенго», «Коринтианс», «ПСВ», «Порту», «Севилья», «Боруссия» (Дортмунд) и другие). В «Суперлиге Формула», как и в A1 Grand Prix, был только командный зачёт.
В первом сезоне чемпионский титул завоевал китайский футбольный клуб «Бэйцзин Гоань», пилотом которого в течение всех этапов являлся итальянский гонщик Давиде Ригон.
27—28 июня 2009 года в Маньи-Куре (Франция) стартовал первый этап 2-го сезона «Суперлиги Формула». Клуб из Пекина принял решение не защищать свой титул. Давиде Ригон перешёл в «Олимпиакос».
В сезоне 2009 года в Суперлиге выступали четыре экс-пилота Формулы-1: Джорджо Пантано («Милан»), Энрике Бернольди («Фламенго»), Антонио Пиццонья («Коринтианс») и Себастьен Бурде («Севилья»). Причём последний ещё по ходу этого года являлся пилотом команды Формулы-1 в Scuderia Toro Rosso, но был отчислен из-за неудовлетворительных результатов. Кроме того, Бурде финишировал на втором месте в «24 часах Ле-Мана» 2009 года за рулём прототипа Peugeot.

## История

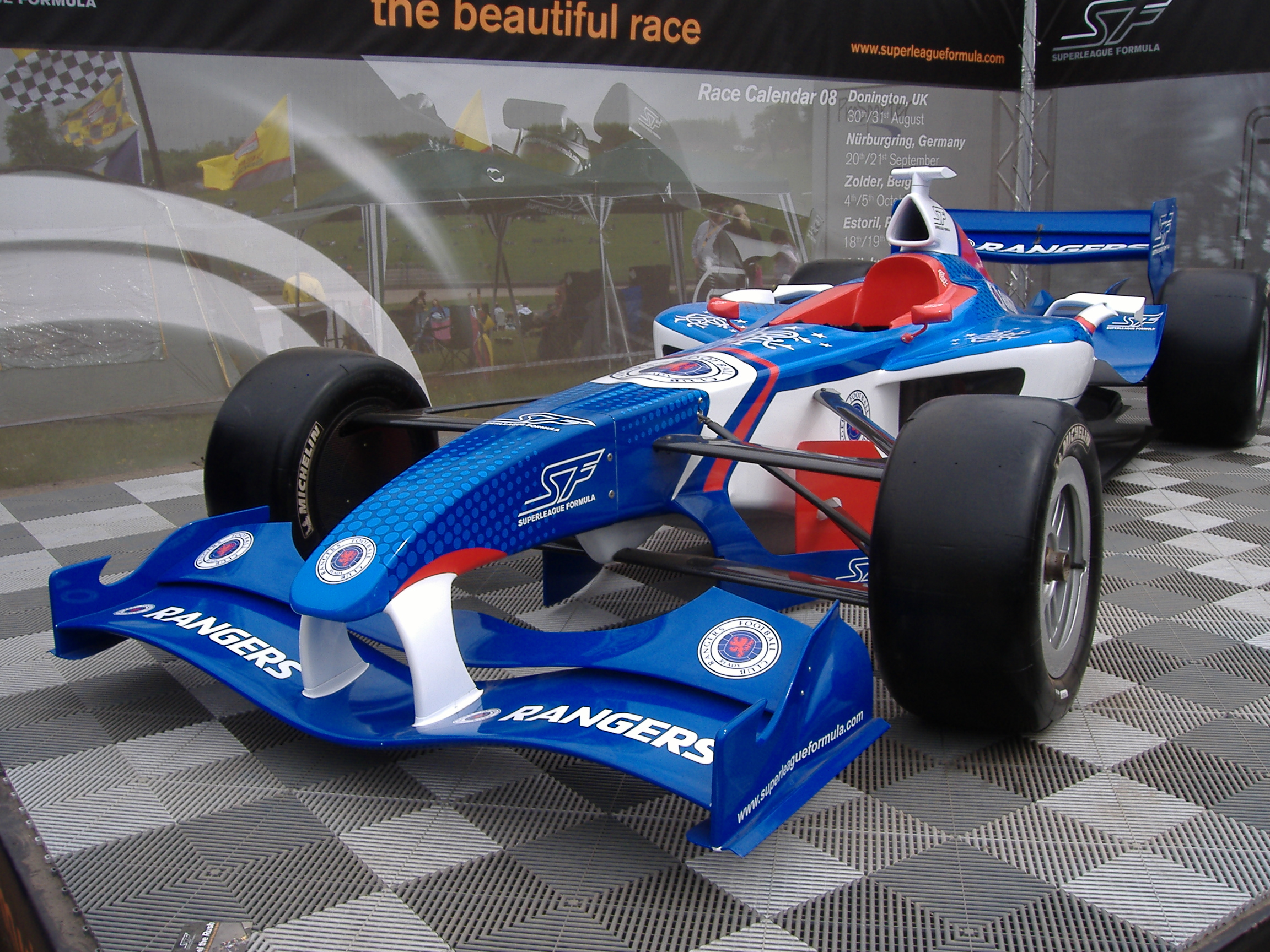
Болид футбольного клуба Рейнджерс

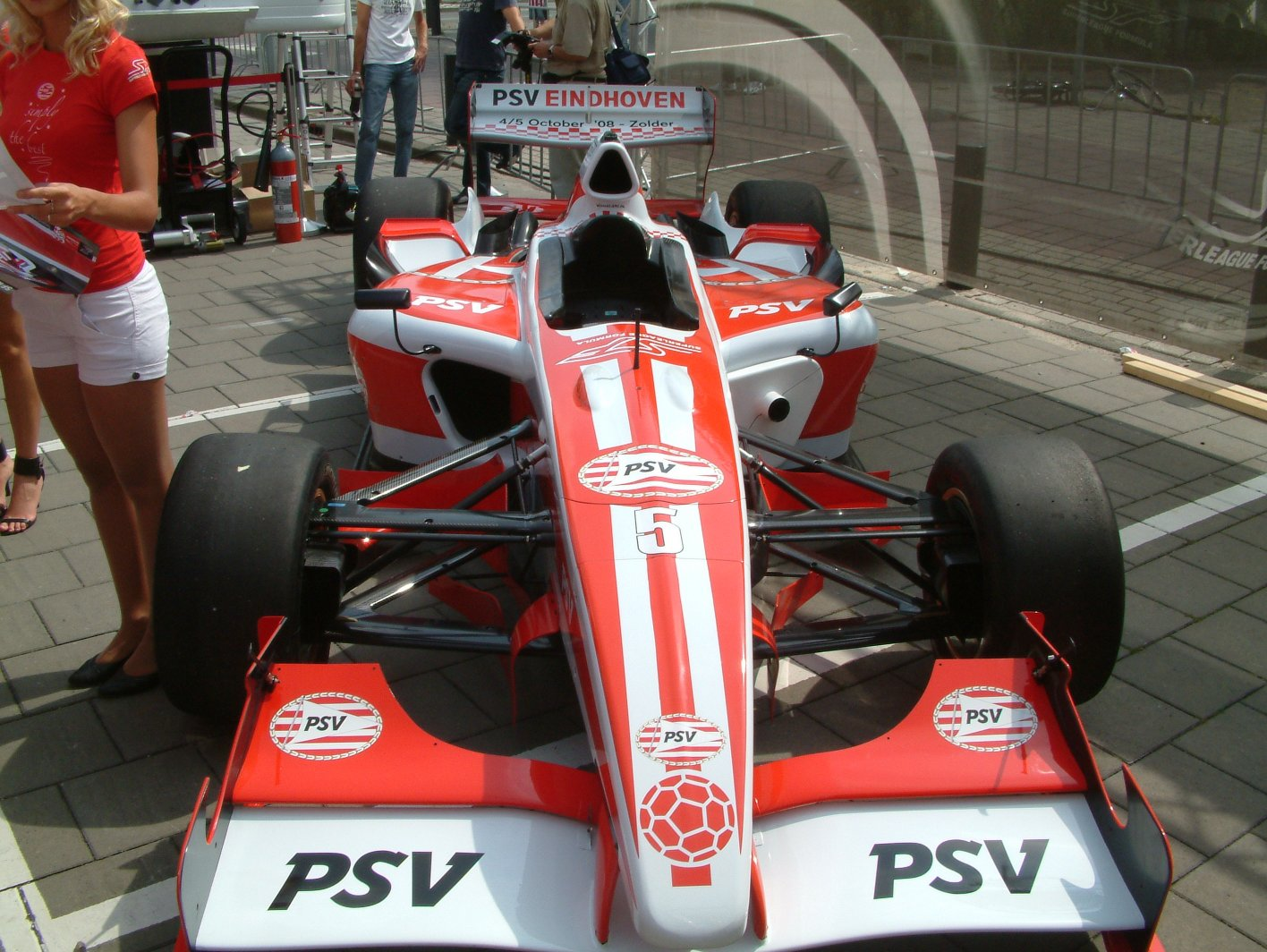
Болид футбольного клуба ПСВ

Идея проводить футбольные гонки появилась ещё в 2000 году. Тогда было объявлено о создании серии Premier1 Grand Prix. Первый чемпионат был запланирован на 2002 год, однако в результате банкротства компании Reynard, разрабатывавшей шасси для этой серии, Premier1 Grand Prix остался без шасси.
Новую попытку создать футбольно-автогоночный чемпионат предпринял испанский футбольный функционер Алекс Андреу. Эта попытка увенчалась успехом и 31 августа 2008 года в Донингтон-парке состоялась дебютная гонка новой серии.
Алекс Андреу считает свою серию более интересной, чем A1 Grand Prix, поскольку в Суперлиге соревнуются самые знаменитые футбольные клубы, а в кубке мира А1 — «абстрактные страны».

## Гоночный формат
- Суббота: свободная практика и квалификация

Квалификация состоит из двух раундов: группового раунда и плей-оффа.
Поул-позиция разыгрывается на одном быстром круге одновременно между двумя лучшими гонщиками, прошедшими в финал плей-оффа.
- Воскресенье: две гонки (тайма) по 44 минут + 1 круг.

Во 2-й гонке применяется полностью реверсивный старт по результатам 1-й гонки.

## Начисление очков
| Финишная позиция | 1  | 2  | 3  | 4  | 5  | 6  | 7  | 8  | 9  | 10 | 11 | 12 | 13 | 14 | 15 | 16 | 17 | 18 | 19 | 20 | 21 | 22 | НС (DNS) |
| Очки             | 50 | 45 | 40 | 36 | 32 | 29 | 26 | 23 | 20 | 18 | 16 | 14 | 12 | 10 | 8  | 7  | 6  | 5  | 4  | 3  | 2  | 1  | 0        |
| ---------------- | -- | -- | -- | -- | -- | -- | -- | -- | -- | -- | -- | -- | -- | -- | -- | -- | -- | -- | -- | -- | -- | -- | -------- |

## Чемпионы
| Год  |         | Чемпион             | Вице-чемпион                | Бронзовый призёр        |
| ---- | ------- | ------------------- | --------------------------- | ----------------------- |
| 2008 | Клуб    | Бэйцзин Гоань       | ПСВ                         | Милан                   |
| 2008 | Команда | Zakspeed            | Azerti Motorsport           | Scuderia Playteam       |
| 2008 | Гонщик  | Давиде Ригон        | Йелмер Буурман              | Роберт Доорнбос         |
| 2009 | Клуб    | Ливерпуль           | Тоттенхем Хотспур           | Базель                  |
| 2009 | Команда | Hitech Racing       | Alan Docking Racing         | GU-Racing International |
| 2009 | Пилот   | Адриан Валлес       | Крейг Доулби                | Макс Виссель            |
| 2010 | Клуб    | Андерлехт           | Тоттенхем Хотспур           | Базель                  |
| 2010 | Команда | Azerti Motorsport   | Alan Docking Racing         | GU-Racing International |
| 2010 | Пилот   | Давиде Ригон        | Крейг Доулби                | Макс Виссель            |
| 2011 | Клуб    | Австралия           | Япония                      | Люксембург              |
| 2011 | Команда | Alan Docking Racing | Atech Reid Grand Prix       | Atech Reid Grand Prix   |
| 2011 | Пилот   | Джон Мартин         | Данкан Тэппи Роберт Дорнбос | Фредерик Вервиш         |

## Спецификация машин
- Шасси: Panoz DP09B
- Колёсная база: 3156 мм
- Длина: 4600 мм
- Высота: 995 мм
- Ширина: 2000 мм
- Масса шасси: 675 кг
- Двигатель: Menard Competition Technologies
- Масса двигателя: 140 кг
- Компоновка и число цилиндров: V12
- Угол развала цилиндров: 60°
- Рабочий объём: 4,2 л
- Максимальная мощность: 750 л. с.
- Максимальные обороты: 12000 об/мин
- Шины: слики Michelin